# George Shapiro
George Shapiro (Bronx, 18 de maio de 1931 – Beverly Hills, 26 de maio de 2022) foi um premiado produtor de TV, e empresário artístico americano. Foi o empresário do comediante Andy Kaufman, e ultimamente representou o comediante Jerry Seinfeld. Shapiro foi interpretado no cinema pelo ator Danny DeVito, na cine-biografia de Andy Kaufman "O Mundo de Andy", dirigido por Milos Forman em 1999.

## Morte
Shapiro morreu aos 91 anos de idade, por causas naturais em sua casa, em Beverly Hills, em 26 de maio de 2022.